# Giovanni Andrea de Nola
Giovanni Andrea de Nola (Crotone, XVI secolo – Crotone, XVI secolo) è stato un filosofo e medico italiano.

## Biografia
Di origini napoletane e zio dello storico e scrittore crotonese Giovanni Battista di Nola Molisi, fiorì nel XVI secolo e insegnò per lungo tempo Medicina all'Università degli Studi "Federico II" di Napoli. Discepolo di Donato Antonio Altomare, divenne noto per aver scritto e pubblicato nel 1562 la sua opera più famosa dal titolo Quod sedimentum sanorum, aegrorumque corporum non sit eiusdem speciei aduersus Ferdinandum Cassanum & alios contrarium sentientes.
Fu anche mastrogiurato di Crotone tra il 1590 e il 1591, affiancando l'allora sindaco Marcello Pipino nell'amministrazione della città.

## Opere
- Quod sedimentum sanorum, aegrorumque corporum non sit eiusdem speciei aduersus Ferdinandum Cassanum & alios contrarium sentientes (1562).